# Liste der Äbte von Grandmont
Die folgenden Personen waren Priore und Äbte des Klosters Grandmont bei Saint-Sylvestre (Département Haute-Vienne, Frankreich):

## Priore
- Etienne de Muret ca. 1076 – 1124 (Haus Thiers)
- Pierre de Limousin 1124 – 1137
- Pierre de Saint-Christophe 1137 – 1139
- Etienne de Liciae 1139 – 1163
- Pierre Bernard 1163 – 1170
- Guillaume de Treignae 1170 – 1187
- Gerard Ithier 1189 – 1198
- Ademar de Friac 1198 – 1216
- Catucin 1216 – 1228/1229
- Elie Arnaud 1228/1229 – 1238
- Jean de l’Aigle 1239 – 1242
- Ademar de la Vergne 1242 – 1245
- Guillaume d’Ongres 1245 – 1248
- Ithier Merle 1248 – ca. 1260
- Gui d’Archer ca. 1260 – 1269
- Foucher Grimoard 1269 – 1281
- Pierre de Caussac 1281/1282 – 1290/1291
- Bernard de Gandalmar 1291
- Gui Foucher 1291 – 1306
- Guillaume de Premaurel 1306 – 1312
- Jourdain de Rapistan 1312 – 1316
- Elie Ademar 1316 – 1317

## Äbte
- Guillaume Pellicier 1317 – 1336
- Pierre Aubert 1336 – 1347
- Jean Chabrit 1347 – 1355
- Ademar Crespi 1355 – 1378
- Aimeric Fabri 1378 – 1385
- Ramnulfe Ithier 1385 – 1388
- Pierre Redondeau 1388 – 1437
- Guillaume de Fumel 1437 – 1470

## Kommendatarabt
- Charles II. de Bourbon 1471 – 1477
- Antoine Allemand 1477 – 1495
- Guillaume Briçonnet 1496 – 1507
- Sigismonde de Gonzaga 1507 – 1513
- Charles de Carrest 1513 – 1515
- Nicholas de Flisc 1515 – 1519
- Sigismonde de Gonzaga (2. Mal) 1519 – 1525
- François I. de Neufville 1525 – 1561
- François II. de Neufville 1561 – 1579

## Äbte
- François II. de Neufville 1579 – 1596
- François Marand 1596 – 1603
- Rigaud de Lavaur 1603 – 1631
- François de Tautal 1631 – 1635
- Georges Barny 1635 – 1654
- Antoine de Chavaroche 1654 – 1677
- Alexandre Fremon 1678 – 1687
- Henri de la Marche de Parnac 1687 – 1715
- Rene de la Gueriniere 1716 – 1744
- Raymond Garat 1744 – 1748
- François-Xavier Mondain de la Maison-Rouge 1748 – 1787